# Eastwick (televisieserie)
Eastwick is een televisieserie uit 2009 gebaseerd op het boek The Witches of Eastwick van auteur John Updike. De serie werd ontwikkeld door Maggie Friedman. Hoofdrollen worden gespeeld door Paul Gross als Darryl Van Horne en Jaime Ray Newman, Lindsay Price en Rebecca Romijn als heksen. De serie werd uitgezonden door het Vlaamse VIJFtv en nogmaals herhaald in augustus 2013.

## Verhaal
Joanna Frankel, Katherine Gardener en Roxanne Torcoletti zijn drie ongelukkige vrouwen die in het pittoreske stadje Eastwick leven. Elk van deze vrouwen heeft de innerlijke wens om iets spannends in het leven mee te maken en willen "iets" dat hun leven voorgoed zal veranderen. De volgende dag arriveert Darryl Van Horne in het stadje. Hij tracht de drie vrouwen voor zich te winnen. Darryl zegt hun dat ze speciale, bovennatuurlijke talenten hebben die ze tot nu toe nog niet hebben ontdekt. De drie vrouwen worden goede vriendinnen en vertrouwen Darryl. Later realiseren ze zich dat Darryl misschien andere intenties heeft dan wat hij laat uitschijnen.

## Rolverdeling
| Acteur              | Personage                  | |
| ------------------- | -------------------------- | --- |
| Lindsay Price       | Joanna Frankel             | een onzekere reporter bij Eastwick Gazette. Zij heeft de gave om de gedachten van anderen te beïnvloeden. Ook doet ze aan telekinese. |
| Jamie Ray Newman    | Katherine "Kat" Gardener   | een moeder van vijf kinderen. Ze werkt als verpleegster in het lokale ziekenhuis. Ze is getrouwd met Raymond Gardener. Kat heeft de gave om de natuur te controleren: lucht, grond, vuur, water, bliksem, ... Ook heeft ze de gave om zieke mensen of verwondingen te genezen.                                                                                  |
| Rebecca Romijn      | Roxanne "Roxie" Torcoletti | een alleenstaande vrouw en moeder van Mia Torcoletti. Ze is kunstenares van beroep. Haar man is overleden en het dorp is van mening dat zij hem heeft vermoord. Ze heeft de gave om visioenen uit de toekomst te zien waardoor ze gebeurtenissen kan voorspellen. Ook zij kan aan telekinese doen en ze kan de innerlijke, geheime gedachten van anderen lezen. |
| Paul Gross          | Darryl Van Horne           | |
| Sara Rue            | Penny Higgins              | |
| Ashley Benson       | Mia Torcoletti             | |
| Jon Bernthal        | Raymond Gardener           | |
| Johann Urb          | Will St. David             | |
| Veronica Cartwright | Bun Waverly                | |
| Jack Huston         | Jamie                      | |
| Matt Dallas         | Chad                       | |
| Darren Criss        | Josh Burton                | |

## Einde
Van Eastwick werd er 1 seizoen gemaakt met 13 afleveringen.  Zender American Broadcasting Company zond slechts 11 afleveringen uit. Internationaal gezien had de serie meer succes. In Groot-Brittannië werd de reeks voor het eerst volledig uitgezonden door Hallmark Channel en Hallmark+1. Ook het Vlaamse VIJFtv zond de serie volledig uit.

## Andere series
Voor Eastwick waren er nog twee andere series, die gebaseerd waren op The Witches of Eastwick. Ook deze series flopten en werden zelfs niet verkocht. NBC produceerde de reeks The Witches of Eastwick met in de hoofdrollen Julia Campbell als Jane Hollis, Catherine Mary Stewart als Sukie Ridgemont, Ally Walker als Alexandra Spofford en Michael Siberry als Darryl Van Horne
De tweede onverkochte pilootaflevering werd in 2002 geproduceerd voor Fox onder de titel Eastwick. Hoofdrollen waren voor Marcia Cross als Jane Spofford, Kelly Rutherford als Alexandra Medford, Lori Loughlin als Sukie Ridgemont en Jason O'Mara als Darryl Van Horne.